# Heinz Mettke
Heinz Mettke (* 20. Dezember 1924 in Steimke, Altmark; † 9. September 2007 in Jena) war ein deutscher Altgermanist.

## Leben
Mettke legte 1943 das Abitur in Salzwedel ab und studierte ab 1946 Deutsch und Englisch an der Martin-Luther-Universität Halle-Wittenberg. Nach der Promotion zum Dr. phil. bei Georg Baesecke 1950 in Halle und der Habilitation im Fach Ältere deutsche Sprache und Literatur in Jena 1955 wurde er 1965 Professor an der Friedrich-Schiller-Universität. Die Lehrstuhldenomination lautete ab 1970 „Geschichte der deutschen Sprache und älteren Literatur“. Von 1946 bis 1989 war er SED-Mitglied.
Mettke verfasste ein Standardwerk, die Mittelhochdeutsche Grammatik.

## Schriften (Auswahl)
Monographien
- Die althochdeutschen Aldhelmglossen. Fischer, Jena 1957 (zugleich Dissertation an der Universität Halle, 1950).
- Die Beichte des Cunrad Merbot von Weida. Niemeyer, Halle 1958 (zugleich Habil.-Schrift an der Universität Jena).
- Mittelhochdeutsche Grammatik. Laut- und Formenlehre. Niemeyer, Halle 1964 (8., unveränderte Auflage 2000, ISBN 3-484-89002-9).

Editionen
- Fabeln und Mären von dem Stricker. Niemeyer, Halle 1959 (2. Auflage: De Gruyter, Berlin 2016, ISBN 978-3-11-048317-8).
- Hartmann von Aue: Der arme Heinrich. Niemeyer, Halle 1966 (2., unveränderte Auflage: Bibliographisches Institut, Leipzig 1986, ISBN 3-323-00049-8).
- Ulrich von Hutten: Deutsche Schriften. 2 Bände. Bibliographisches Institut, Leipzig 1972–1974.

Herausgeberwerke
- Altdeutsche Texte. Bibliographisches Institut, Leipzig 1970 (2., unveränderte Auflage 1987, ISBN 3-323-00116-8).
- Älteste deutsche Dichtung und Prosa. Ausgewählte Texte, althochdeutsch – neuhochdeutsch. Röderberg-Verlag, Frankfurt am Main 1976, ISBN 3-87682-421-4; Reclam, Leipzig 1976 (3. Auflage 1982).